# Coma Negra
Coma Negra är ett berg i Spanien.   Det ligger i provinsen Província de Girona och regionen Katalonien, i den östra delen av landet, 600 km öster om huvudstaden Madrid. Toppen på Coma Negra är 1 557 meter över havet, eller 423 meter över den omgivande terrängen. Bredden vid basen är 5,7 km.
Terrängen runt Coma Negra är huvudsakligen kuperad, men åt sydost är den bergig.Runt Coma Negra är det ganska tätbefolkat, med 54 invånare per kvadratkilometer. Närmaste större samhälle är Olot, 17,2 km söder om Coma Negra. I omgivningarna runt Coma Negra växer i huvudsak blandskog.